# Christian Møller (fysiker)
 Der er flere personer med dette navn, se Christian Møller.
Christian Møller (22. december 1904 i Hundslev på Als – 14. januar 1980 i Ordrup) var en dansk teoretisk fysiker, der ydede store bidrag til relativitetsteorien, gravitation og kvantemekanik. Han er mest kendt for en teori om stød mellem elektroner, kaldet Møller-spredning.
Christian Møller var søn af grosserer Jørgen Møller (1875-1953) og Marie Terkelsen (1880-1905). Han blev student fra Sønderborg Statsskole 1923, vandt Københavns Universitets guldmedalje 1929 og blev samme år mag.scient. i fysik. Han var videnskabelig assistent ved universitetets institut for teoretisk fysik 1931, blev lektor sammesteds 1933 og dr. phil. 1932. Møller var dernæst på studieophold som Rockefeller Fellow ved universiteterne i Rom og Cambridge 1934-35 og blev docent i matematisk fysik ved Københavns Universitet 1940. Møller var i hele sin karriere tilknyttet Niels Bohr Institutet; fra 1943 til 1975 som professor ekstraordinarius i matematisk fysik. 1947-48 var han dekan for det naturvidenskabelige fakultet. I en årrække (1957-1971) var han leder af Nordita (Nordisk institut for teoretisk atomfysik).
Møller gav forelæsninger ved universiteter i USA 1948-49, 1957-58 og 1964, i Indien 1950-51 og i Japan 1953 og 1965, blev Lorentz professor i Leiden 1966 og Gauss professor i Göttingen 1968. Han var desuden aktiv indenfor CERN (Direktør for den teoretiske gruppe i København af CERN 1954-57 samt medlem af CERN's Scientific Policy Committee 1959) og ved Solvaykongresserne (Medlem af Comité Scientifique de l'Institut Solvay 1948, dets præsident 1967-68). 
1943 blev han medlem af Videnskabernes Selskab, hvor han var sekretær fra 1959 til sin død. Møller blev desuden medlem af Kungliga Fysiografiska Sällskapet i Lund 1959, af Det Kongelige Norske Videnskabers Selskab i Trondheim 1959, af Det Norske Videnskaps-Akademi i Oslo 1963, af Kungliga Vetenskapsakademien i Stockholm 1968, af International Committee for Gravitation and Relativity 1958, dets præsident 1971. Medlem af Rask-Ørsted Fondets bestyrelse 1961-72 og dr. phil. h. c. ved Åbo Akademi 1968.
Møller blev tildelt Ole Rømer-medaljen 1966 og H.C. Ørsted Medaljen 1970. Han blev Ridder af Dannebrog 1952 og Ridder af 1. grad 1960.
Han blev gift 20. juni 1931 i Søllerød med Ella Kirsten Pedersen (8. september 1901 i Skodsborg – 19. juni 1984 i Skovshoved), datter af portør ved DSB Hans Pedersen (1875-1962) og Camilla Christensen (1874-1956).
Han er begravet på Vedbæk Kirkegård.

## Værker
Han var medlem af redaktionen for Nuclear Physics 1954-69, for Interscience Monographs 1958, for Nuovo Cimento 1960 samt for Annales de l'Institut Henri Poincaré 1963. 
- Zur Theorie des Durchgangs schneller Elektronen durch Materie (disputats, 1932)
- The Theory of Relativity (1952, ny udg. 1972)
- Talrige afhandlinger i inden- og udenlandske tidsskrifter over problemer inden for atomfysikken og relativitetsteorien